# 惡魔命名騷動
惡魔命名騷動是日本發生過的父母不適當命名遭到行政拒絕，而引起傳播媒體關注的事件。
此事件後，當父母為孩子取奇怪的名字時，也會用惡魔命名騷動來稱呼。

## 解說
1993年8月11日東京都昭島市役所（政府辦公廳）接到某位被命名為／ akuma（恶魔）的出生男嬰戶籍申請，由於跟都屬於常用漢字而得到受理。但當市役所向法務省民事局詢問是否應該受理此命名後，得到「此命名可能損害到男嬰的生活安穩，屬於濫用父母權利」的結論而不予接受。父母不服，入稟法院，獲東京家庭裁判所八王子支部裁定「雖然濫用命名權屬違反戶籍法，但基於手續論立場而言應當受理申請」（即父母方事實上勝訴）。敗訴的昭島市即時上訴至東京高等裁判所。
之後，申請者因拒絕的理由來自二字，而改以和同音的再次申請，但市役所仍然拒絕；申請者只好以讀音接近的／ Aku再次申請，市役所才勉強接受。不過若將拆成「 ku」和「 ma」，該名字仍然可以讀作 Akuma。接受新名字後，上訴中的法律程序亦不了了之。
這事件由於提出的姓名特異而成為坊間話題，被傳播媒體大肆報導。而男嬰的雙親也透過傳播媒體來主張替男嬰取名為「惡魔」的合理性。
另外，此小孩的父親於1996年7月因藏匿毒品而被逮捕，後來父母離婚，兒子看護權歸離婚後的母親。2014年10月他因藏匿毒品加上竊盜店家而再次被逮捕入獄。